# César Pelli
César Pelli (n. 12 octombrie 1926, San Miguel de Tucumán, Provincia Tucumán, Argentina – d. 19 iulie 2019, New Haven, Connecticut, SUA) a fost un arhitect argentiniano-american care a proiectat unele dintre cele mai înalte clădiri ale lumii și alte repere urbane importante. Unele dintre cele mai notabile contribuții ale sale sunt Turnurile Petronas din Kuala Lumpur  și Centrul Financiar Mondial din New York City. Institutul American al Arhitecților l-a inclus printre cei mai influenți arhitecți americani în viață în 1991 și i-a acordat medalia de aur a IAA în 1995. În 2008, Council on Tall Buildings and Urban Habitat i-a acordat Premiul Lynn S. Beedle pentru realizarile din întraga viață.

## Legături externe
- Pelli Clarke Pelli Architects